# Stanley Middleton
Pour les articles homonymes, voir Middleton.
Stanley Middleton, né le 1er août 1919 à Bulwell (Nottinghamshire) et mort le 25 juillet 2009, est un romancier britannique.

## Biographie
- Formation : Université de Nottingham

## Récompenses et distinctions
- Membre de la Royal Society of Literature
- 1974 : prix Booker pour Holiday (en)